# Chesistege korbi
Chesistege korbi là một loài bướm đêm thuộc chi đơn loài Chesistege trong họ Geometridae.